# Villaseca (Chile)
Villaseca es una aldea chilena en la Provincia de Linares, Región del Maule, en la comuna de Retiro. Antiguo centro, de marcado carácter rural y actividades predominantemente agrícolas, alejado de los grandes centros y de las vías de comunicación más frecuentadas, Villaseca es un oasis de paz y evocación del Chile de otros tiempos. Característicamente, la arquitectura del lugar tiene la impronta de los pueblos de la Colonia; las casas de Villaseca tienen muros de adobe y largos corredores, pilares en las esquinas y techos de tejas.
En Villaseca viven algo más de 300 habitantes. Pertenece a la comuna de Retiro, la cual tiene 18.235 habitantes, de acuerdo al censo de 2002.
El río Perquilauquén en esta zona es navegable , por lo tanto, apto para deportes acuáticos.Cuenta con servicios: religioso, teléfono, minimarkets, agua potable y servicios de gas. Además cuenta en la actualidad con un Retén de Carabineros dónde nunca hay carabineros , Posta de Primeros Auxilios y Servicio Educacional, Escuela "Gertrudis Alarcón Arce" que cuenta con su propia plaga de murciélagos, 
Característica de su gente: Hoy en este poblado hay diferencias de status social aquí todos se conocen y saludan con "mucha amabilidad", dándose así un algo especial entre sus pobladores.
Conectividad: Para llegar o salir tiene una red de caminos ripiados de segunda clase y pavimento, que van desde Villaseca a Parral y viciversa. Existen transportes de personas a través de la Empresa Buses Villaseca,el cual tiene solo un horario saliendo a las 07:30 desde villaseca a Parral volviendo a las 12:30 desde Parral,pasando por la ciudad de Retiro siendo un trayecto de una hora en la cual sus pasajeros mantienen una entretenida y jocosa conversación, haciéndose este viaje muy placentero.